# Districtul Sidi M'Hamed
Sidi M'Hamed este un district din provincia Alger, Algeria.